# Potok (obwód iwanofrankiwski)
Potok (ukr. Потік) – wieś na Ukrainie w rejonie rohatyńskim obwodu iwanofrankiwskiego.